# Западное пленение русского богословия
«За́падное плене́ние» русского православного богословия (также «лати́нское плене́ние», «вавило́нский пле́н богосло́вия») — разработанная российскими философом-славянофилом Юрием Самариным концепция излишней зависимости русского православного академического богословия от западной богословской и философской мысли (как от католической, так и от протестантской). Представление об академической русской православной теологии как о пленённой схоластикой и латинизмом всегда подавалось в полемическом ключе наряду с призывом к её освобождению из оков схоластики, юридизма, рациональности и тому подобного. Это намерение является одним из ключевых в последующей деятельности русской религиозной мысли по проектированию русской богословской идентичности. В наиболее полном и детализированном данная теория представлена в сочинении Георгий Флоровского «Пути русского богословия» (1937). Как отмечал историк философии Константин Антонов, «положения Самарина становятся как бы не обсуждаемым понятийным каркасом работы Флоровского, который в теоретическом смысле нигде не выходит за пределы этого каркаса, организуя на его основе огромный фактический историко-богословский материал».

## Формулирование
Впервые отчётливая формулировка этой концепции появляется у Ю. Ф. Самарина. Элементы указанной идеи легко обнаруживаются уже в первой значительной работе Самарина — его диссертации о Стефане Яворском и Феофане Прокоповиче (1844), особенно важную роль играют здесь «Предисловие» и речь на защите. В «Предисловии» Самарин абстрактно говорит о том, что «некоторые из ее [нашей Церкви] членов подпали влиянию религиозных начал Запада и повторили в ней борьбу, совершавшуюся за ее пределами». В речи он высказывается более определённо: описывая антикатолическую борьбу XVI—XVII веков, он утверждает: «в готовые формы западной науки вставлены были догматы нашей Церкви». В самой односторонности и борьбе Стефана Яворского (филокатолик и антипротестант) и Феофана Прокоповича (филопротестант и антикатолик) Самарин по-гегелевски усматривает позитивный смысл: в их спорах «без их ведома выражались односторонность того и другого воззрения. А между тем решительный удар нанесён был католицизму; преграда была поставлена влиянию протестантизма, и Церковь торжествовала в двойной борьбе».
Эта схема сохраняется в более позднем сочинении Ю. Ф. Самарина — «Предисловии к богословским сочинениям А. С. Хомякова» (1867). Сама концепция представлена здесь в более подробной, обобщённой и продуманной форме. Основные предпосылки остаются прежними: с одной стороны находится Церковь, с другой — католический и протестантский Запад, который после раскола находится вне Церкви. В Церкви — полнота жизни и учения, на Западе — противоборство «отвлечённых сторон», сфера инобытия, развивающаяся «совершенно в стороне от Церкви и без всякого её в нем участия». Активность Запада требует церковного ответа и провоцирует его, что приводит к переносу борьбы западных «отвлеченных начал» внутрь Церкви. Тем самым развитие церковной школы оказывается обусловлено внешним влиянием. Принципиальное различие заключается в том, что в «Предисловии…» Самарин говорит не просто об отдельных членах Церкви и движениях церковной мысли, а о Церкви и школе как целом. Не Стефан Яворский и Феофан Прокопович отвечают на вызов Запада, а церковная школа. Самарин здесь высказывает основополагающий тезис всей концепции о раздвоении жизни и школы, как результате «сдачи в плен»: «Православие не пошатнулось, но это была заслуга не школы…». Школа совершает роковую «трагическую ошибку», обусловленную недостаточно ясным самосознанием. Именно это составляет основной тезис концепции западного пленения: школа в своём столкновении с западной школой действует, как выразился Самарин, «невольно и бессознательно».
Недостаток сознания проявляется в том, что «она приняла к рассмотрению вопросы, которые задавали ей Латинство и Протестантство, приняла их в той самой форме, в какой ставила их западная полемика, не подозревая, что ложь заключалась не только в решениях, но и в самой постановке этих вопросов, даже в постановке более, чем в решениях». В результате православная школа раздваивается на антикатолическую, принявшую в себя протестантскую закваску, и антипротестантскую, принявшую в себя закваску католическую, и таким образом каждая победа одной из партий превращается в поражение противоположной. Но главный итог и, собственно, само содержание «пленения» заключается в том, что «западный рационализм просочился в православную школу и ocтыл в ней в виде научной оправы к догматам веры, в форме доказательств, толкований». В «Предисловии к богословским сочинениям А. С. Хомякова» в отличие от «Предисловия» к диссертации, если и констатировалась победа Церкви, то в «Предисловии…» отдельные победы в полемике не отменяют основного факта поражения школы, которое не является поражением Церкви только потому, что Церковь не может потерпеть поражение.
Результатом поражения богословской школы как таковой, по Самарину, становится рационализация богословия и его дурная догматичность, при которых, с одной стороны, истины веры предлагаются в качестве выводов из силлогизмов, а с другой, рефлексия относительно смысла догматов ограничивается апелляцией к авторитету. Плохи, по Самарину, не даже условия содержания в «плену» сами по себе, а налагаемые «пленом» ограничения и как его следствие — унижение. Результатом всего этого, по Самарину, становится катастрофическое падение общественного авторитета не только школы, но и Церкви, массовое отпадение в атеизм.